# Prefettura di Blitta
La prefettura di Blitta è una prefettura del Togo situato nella regione Centrale con 137 658 abitanti al censimento 2010. Il capoluogo è la città di Blitta.